# سرو سفلی
سرو سفلی، روستایی از توابع بخش عقدا شهرستان اردکان در استان یزد ایران است.دارای دو مزرعه علی آباد ومحمد آباد می باشد.
با احداث کارخانجات فولاد در مجاورت روستا از سال 1386  به رغم افزایش اشتغال و ماندگاری جوانان در روستا،موجب  تاثیرات مخرب بروی محصولات کشاورزی وآبهای زیرزمینی و محیط زیست و آلودگی هوا شده است.

## جمعیت
این روستا در دهستان عقدا قرار دارد و براساس سرشماری مرکز آمار ایران در سال ۱۳۸۵، جمعیت آن ۱۷۸ نفر (۶۲خانوار) بوده‌است.